# Locris jugaliformis
Locris jugaliformis är en insektsart som beskrevs av Victor Lallemand 1949. Locris jugaliformis ingår i släktet Locris och familjen spottstritar. Inga underarter finns listade i Catalogue of Life.